# Władysław Nikiciuk
Władysław Nikiciuk (* 9. März 1940 in Dsewjatkawitschy, Breszkaja Woblasz, Weißrussische Sozialistische Sowjetrepublik) ist ein ehemaliger polnischer Speerwerfer.
1962 gewann er Bronze bei den Europameisterschaften in Belgrad, und 1964 wurde er Neunter bei den Olympischen Spielen in Tokio.
Einer Silbermedaille bei den Europameisterschaften 1966 in Budapest folgte ein vierter Platz bei den Olympischen Spielen 1968 in Mexiko-Stadt.
1969 wurde er Achter bei den Europameisterschaften in Athen, 1970 siegte er beim Europacup in Stockholm, und 1971 wurde er Siebter bei den Europameisterschaften in Helsinki.
Siebenmal wurde er Polnischer Meister (1962, 1964, 1967, 1968, 1970, 1971, 1973) und einmal Englischer Meister (1969). Seine persönliche Bestleistung von 86,10 m stellte er am 23. Juni 1968 in Saarijärvi auf.